# Acinodendron anisotrichum
Acinodendron anisotrichum là một loài thực vật có hoa trong họ Mua. Loài này được (Schltdl.) Kuntze mô tả khoa học đầu tiên năm 1891.